# جيرار بونيفي
جيرار بونيفي (بالفرنسية: Gérard Bonnevie)‏ هو متزحلق جبال الألب فرنسي، ولد في 20 فبراير 1952.

## وصلات خارجية
- جيرار بونيفي على موقع الاتحاد الدولي للتزلج (التزلج على المنحدرات الثلجية) (الإنجليزية)
- جيرار بونيفي على موقع اللجنة الأولمبية الدولية (الإنجليزية)
- جيرار بونيفي على موقع أوليمبيديا (الإنجليزية)